# سفارة غامبيا لدى السعودية
سفارة غامبيا لدى السعودية هي الممثلية الدبلوماسية العليا لدولة غامبيا لدى المملكة العربية السعودية. تقع السفارة في حي الورود في الرياض.